# Калин Топузаков
Калин Топузаков (1 юли 1957 г. – 24 септември 1998 г.) е български футболист, ляво крило. Баща на Елин Топузаков. В кариерата си играе за Димитровград, Шумен и Черно море (Варна). Има 63 мача с 14 гола в А група – 9 мача за Шумен и 54 мача с 14 гола за Черно море.

## Кариера
Родом от Димитровград, Топузаков започва кариерата си в местния клуб. Играе 6 години за първия отбор, като записва 108 мача с 19 гола в Южната Б група.
През 1982 г. преминава в Шумен, като още в първия си сезон в клуба помага на отбора да спечели промоция за А група. През 1983/84 дебютира в елитното първенство, като записва 9 мача по време на кампанията, но в крайна сметка шуменци изпадат. Остава в Шумен общо 6 години, като има 9 мача в А група и 91 мача с 12 гола в Б група.
На 31-годишна възраст през 1988 г. Топузаков преминава в елитния Черно море (Варна). През 1988/89 записва 27 мача с 8 гола в А група, а през следващия сезон 26 мача с 6 гола. „Моряците“ обаче изпадат в Б група. Играе сезон и половина за клуба във втория ешелон (38 мача с 2 гола), след което слага край на кариерата си.